# مجموعة مطموسة التمثيل
مجموعة مطموسة التمثيل وتصف بالمجموعة غير الممثلة بشكل كاف جزءًا من السكان بوجودهم بنسبة أقل داخل مجموعة فرعية مهمة من النسبة التي يحتلها الجزء في السكان العامة. تختلف الخصائص المحددة للمجموعة غير الممثلة بشكل كاف حسب المجموعة الفرعية التي يتم النظر فيها.

## في مجالات العلوم

### في الولايات المتحدة
تشمل المجموعات غير الممثلة بشكل كاف في مجالات العلوم والتكنولوجيا والهندسة والرياضيات في الولايات المتحدة النساء وبعض الأقليات. في الولايات المتحدة ، شكلت النساء 50٪ من العاملين المتعلمين في الكلية في عام 2010 ، لكنها شكلت 28٪ فقط من العاملين في العلوم والهندسة. ومن بين المجموعات الأخرى غير الممثلة بشكل كاف في العلوم والهندسة الأمريكيين من أصل أفريقي والأمريكيين الأصليين والسكان الأصليين في ألاسكا والهسبانيين ، الذين شكلوا مجتمعين 26٪ من السكان ، لكنهم شكلوا 10٪ فقط من العاملين في العلوم والهندسة. وجدت هذه الدراسة في عام 2015 أن النساء يشكلن 26٪ فقط من قوة العمل في مجال الحوسبة و 12٪ من قوة العمل في الهندسة ؛ والنساء من الأمريكيين من أصل أفريقي والهسبانيين والأمريكيين الأصليين غير ممثلين بشكل كاف في هذه الصناعات. (ماكبرايد وماكبرايد ، 2018).
تشمل المجموعات غير الممثلة بشكل كاف في مجال الحوسبة ، وهو جزء من مجالات العلوم والتكنولوجيا والهندسة والرياضيات ، الهسبانيين والأمريكيين من أصل أفريقي. في الولايات المتحدة في عام 2015 ، كان الهسبانيون 15٪ من السكان والأمريكيون من أصل أفريقي 13٪ ، لكن تمثيلهم في قوى العمل للشركات التكنولوجية الكبرى في المناصب الفنية يقل عادة عن 5٪ و 3٪  على التوالي. وبالمثل ، تشكل النساء ، اللواتي يوفرن حوالي 50٪ من السكان العامين ، عادة أقل من 20٪ من المناصب التكنولوجية والقيادية في الشركات التكنولوجية الكبرى. وعندما يتعلق الأمر بقوة العمل في الهندسة والحوسبة ، والتي تشكل أكثر من 80٪ من وظائف العلوم والتكنولوجيا والهندسة والرياضيات ، لا تزال النساء غير ممثلات بشكل كبير ، كما هو موثق في تقرير البحوث الأخير لجمعية النساء الجامعيات الأمريكيات (AAUW) حل المعادلة: المتغيرات لنجاح النساء في الهندسة والحوسبة (ماكبرايد وماكبرايد ، 2018). كانت النساء غير ممثلات بشكل كاف كمتحدثات في برنامج الندوات الخارجية وفي اللجان القرارية لترقيات أعضاء هيئة التدريس والاستراتيجية المؤسسية وتعيين أو تجنيد الطلاب الخريجين. بالإضافة إلى ذلك ، لم تكن معظم المؤسسات تتبع سياسات تعزز التنوع الجنسي في اللجان أو تشجع على أماكن عمل تحترم النساء. (بيلر وآخرون ، 2019). من المحتمل أن تُكلف النساء في مجالات العلوم والتكنولوجيا والهندسة والرياضيات بوظائف تكون فيها التقدير أقل مقارنة بالرجال. تظهر الاستطلاعات أن النساء قضين المزيد من الساعات في الأسبوع في التدريس وأقل ساعات في إجراء البحوث من الرجال ، مما يعني أن النساء لديهن فرص قليلة للترقيات.

### اليابان
في دول منظمة التعاون الاقتصادي تمثل النساء حوالي 20٪ إلى 40٪ من الباحثين، فإن اليابان لديها 14.6٪، وهي نسبة منخفضة نسبيًا. نسبة الباحثات هي الأدنى بين البلدان في منظمة التعاون والتنمية في الميدان الاقتصادي في كل مجال، بما في ذلك الصناعة والحكومة والجامعات، وخاصة في المجالات الصناعية، حيث توجد 8.1٪ فقط من الباحثات. على الرغم من أن النسبة في ازدياد، إلا أن سرعة هذا الزيادة منخفضة نسبيًا مقارنة بالبلدان الأخرى.